# Station Épinay-sur-Orge
Épinay-sur-Orge is een station aan lijn C van het RER-netwerk gelegen in de Franse gemeente Épinay-sur-Orge in het departement Essonne.
Sinds 10 december 2023 wordt het station ook bediend door tramlijn 12 van de Tram van Île-de-France, waarvan het tramtreinstation, 300 meter ten noordoosten van het spoorwegstation, zich bevindt op de lijn van Massy - Palaiseau naar Évry-Courcouronnes tussen station Petit Vaux en station Parc du Château. Dit nieuwe tweede station biedt directe toegang tot de wijk Rossays in Épinay-sur-Orge en het nabijgelegen winkelgebied.